# Centropyxiella arenaria
Centropyxiella arenaria is een soort in de taxonomische indeling van de Amoebozoa. Deze micro-organismen hebben geen vaste vorm en hebben schijnvoetjes. Met deze schijnvoetjes kunnen ze voortbewegen en zich voeden. Het organisme komt uit het geslacht Centropyxiella en behoort tot de familie Centropyxidae. Centropyxiella arenaria werd in 1970 ontdekt door Valkanov.